# Seven Femenino de Canadá 2017
El Seven Femenino de Canadá de 2017 fue la tercera edición del torneo canadiense de rugby 7, fue el cuarto de la Serie Mundial Femenina de Rugby 7 2016-17.
Se desarrolló en el Westhills Stadium de la ciudad de Langford, Canadá.

## Fase de grupos

### Grupo A
| Equipo         | Encuentros | Encuentros | Encuentros | Encuentros | Tantos  | Tantos    | Tantos     | Puntos |
| Equipo         | jugados    | ganados    | empatados  | perdidos   | a favor | en contra | diferencia | Puntos |
| -------------- | ---------- | ---------- | ---------- | ---------- | ------- | --------- | ---------- | ------ |
| Nueva Zelanda  | 3          | 3          | 0          | 0          | 67      | 17        | +50        | 9      |
| Estados Unidos | 3          | 2          | 0          | 1          | 78      | 26        | +52        | 7      |
| Inglaterra     | 3          | 1          | 0          | 2          | 52      | 64        | -12        | 5      |
| Países Bajos   | 3          | 0          | 0          | 3          | 10      | 100       | -90        | 3      |

### Grupo B
| Equipo  | Encuentros | Encuentros | Encuentros | Encuentros | Tantos  | Tantos    | Tantos     | Puntos |
| Equipo  | jugados    | ganados    | empatados  | perdidos   | a favor | en contra | diferencia | Puntos |
| ------- | ---------- | ---------- | ---------- | ---------- | ------- | --------- | ---------- | ------ |
| Canadá  | 3          | 3          | 0          | 0          | 90      | 15        | +75        | 9      |
| Francia | 3          | 2          | 0          | 1          | 60      | 45        | +15        | 7      |
| Rusia   | 3          | 1          | 0          | 2          | 37      | 53        | -16        | 5      |
| Brasil  | 3          | 0          | 0          | 3          | 15      | 89        | -74        | 3      |

### Grupo C
| Equipo    | Encuentros | Encuentros | Encuentros | Encuentros | Tantos  | Tantos    | Tantos     | Puntos |
| Equipo    | jugados    | ganados    | empatados  | perdidos   | a favor | en contra | diferencia | Puntos |
| --------- | ---------- | ---------- | ---------- | ---------- | ------- | --------- | ---------- | ------ |
| Australia | 3          | 2          | 1          | 0          | 71      | 24        | +47        | 8      |
| Irlanda   | 3          | 2          | 0          | 1          | 19      | 35        | +5         | 7      |
| España    | 3          | 1          | 0          | 2          | 12      | 44        | -42        | 5      |
| Fiyi      | 3          | 0          | 1          | 2          | 45      | 55        | -10        | 4      |

## Fase Final

### Copa de oro
|  | Cuartos de final | Cuartos de final | Cuartos de final |               |         | Semifinales | Semifinales | Semifinales |           |              | Copa         | Copa         | Copa |  |
|  |                  |                  |                  |               |         |             |             |             |           |              |              |              |      |  |
|  |                  |                  |                  |               |         |             |             |             |           |              |              |              |      |  |
|  | Canadá           | Canadá           | 33               |               |         |             |             |             |           |              |              |              |      |  |
|  | Canadá           | Canadá           | 33               |               |         |             |             |             |           |              |              |              |      |  |
|  | Inglaterra       | Inglaterra       | 5                |               |         |             |             |             |           |              |              |              |      |  |
|  | Inglaterra       | Inglaterra       | 5                |               | Canadá  | Canadá      | 17          |             |           |              |              |              |      |  |
|  |                  |                  |                  |               | Canadá  | Canadá      | 17          |             |           |              |              |              |      |  |
|  |                  |                  | Australia        | Australia     | 10      |             |             |             |           |              |              |              |      |  |
|  | Australia        | Australia        | Australia        | Australia     | 10      | 22          |             |             |           |              |              |              |      |  |
|  | Australia        | Australia        |                  |               |         |             |             |             |           |              |              |              |      |  |
|  | Estados Unidos   | Estados Unidos   | 10               |               |         |             |             |             |           |              |              |              |      |  |
|  | Estados Unidos   | Estados Unidos   | 10               |               |         |             |             |             |           | Canadá       | Canadá       | 7            |      |  |
|  |                  |                  |                  |               |         |             |             |             |           | Canadá       | Canadá       | 7            |      |  |
|  |                  |                  | Nueva Zelanda    | Nueva Zelanda | 17      |             |             |             |           |              |              |              |      |  |
|  | Francia          | Francia          | Nueva Zelanda    | Nueva Zelanda | 17      | 19          |             |             |           |              |              |              |      |  |
|  | Francia          | Francia          |                  |               |         |             |             |             |           |              |              |              |      |  |
|  | Irlanda          | Irlanda          | 5                |               |         |             |             |             |           |              |              |              |      |  |
|  | Irlanda          | Irlanda          | 5                |               | Francia | Francia     | 5           |             |           | Tercer lugar | Tercer lugar | Tercer lugar |      |  |
|  |                  |                  |                  |               | Francia | Francia     | 5           |             |           | Tercer lugar | Tercer lugar | Tercer lugar |      |  |
|  |                  |                  | Nueva Zelanda    | Nueva Zelanda | 28      |             |             |             |           |              |              |              |      |  |
|  | Nueva Zelanda    | Nueva Zelanda    | Nueva Zelanda    | Nueva Zelanda | 28      | 24          |             |             | Australia | Australia    | 26           |              |      |  |
|  | Nueva Zelanda    | Nueva Zelanda    |                  |               |         |             |             |             | Australia | Australia    | 26           |              |      |  |
|  | Rusia            | Rusia            | 0                |               |         |             |             |             |           |              | Francia      | Francia      | 12   |  |
|  | Rusia            | Rusia            | 0                |               |         |             |             |             |           |              | Francia      | Francia      | 12   |  |
|  |                  |                  |                  |               |         |             |             |             |           |              |              |              |      |  |

| Bandera de Nueva Zelanda |
| Campeón Nueva Zelanda    |
| 4º título del circuito   |